# NGC 2169
NGC 2169 est un jeune amas ouvert, situé dans la constellation d'Orion. Il a été découvert par l'astronome germano-britannique William Herschel en 1782. Il est aussi possible que l'astronome sicilien Giovanni Battista Hodierna ait observé cet amas avant 1654.
NGC 2169 est à environ 1 052 pc (∼3 430 al) du système solaire et les dernières estimations donnent un âge de 11,7 millions d'années. La taille apparente de l'amas est de 6,0 minutes d'arc, ce qui, compte tenu de la distance, donne une taille réelle maximale d'environ 6,0 années-lumière.
Selon la classification des amas ouverts de Robert Trumpler, cet amas renferme moins de 50 étoiles (lettre p) dont la concentration est forte (I) et dont les magnitudes se répartissent sur un grand intervalle (le chiffre 3). En fait, l'amas compte une trentaine d'étoiles.

## Observation et emplacement
Par sa magnitude de 5,9, l'amas est à la limite de la vision à l'œil nu. Il se reconnait facilement car il semble former le nombre 37.
Pour le trouver, on peut partir de Bételgeuse puis remonter le bras d'Orion par μ Ori avant de tomber dessus. On peut aussi partir des étoiles 1 et η de la constellation des Gémeaux puis se diriger vers le sud. Il se situe en dessous de la ligne ξ Ori - ν Ori, formant un triangle, isocèle en l'amas.

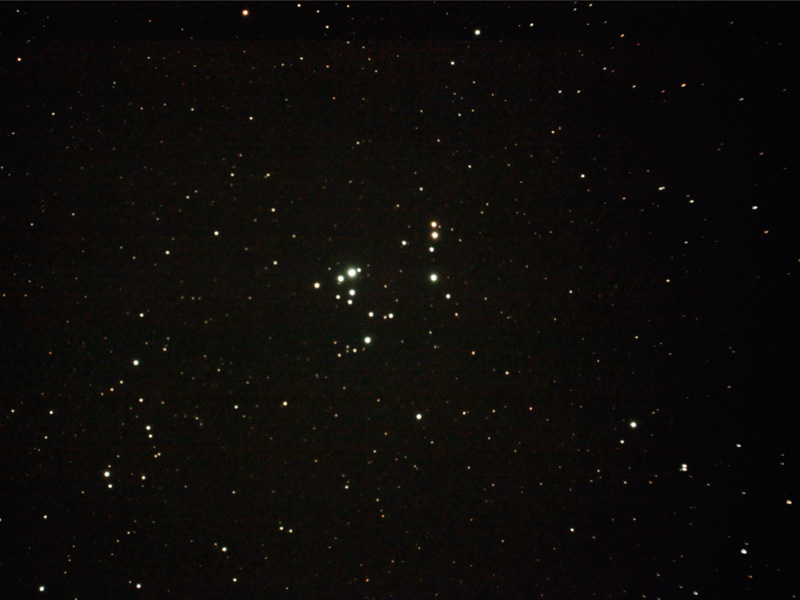
L'amas semble former le nombre 37 dans le ciel.